# Диброва (Малинский район)
Дибро́ва (укр. Діброва) — село на Украине, основано в 1750 году, находится в Малинском районе Житомирской области.
Код КОАТУУ — 1823483201. Население по переписи 2001 года составляет 448 человек. Почтовый индекс — 11615. Телефонный код — 4133. Занимает площадь 2,723 км².

## Адрес местного совета
11615, Житомирская область, Малинский р-н, с. Диброва